# Składy najlepszych zawodników mistrzostw Afryki w koszykówce mężczyzn
Składy najlepszych zawodników mistrzostw Afryki w koszykówce mężczyzn – wyróżnienia przyznawane najlepszym zawodnikom mistrzostw Afryki w koszykówce mężczyzn, wybieranym  przez głosowanie dziennikarzy. 
pogrubienie – oznacza MVP turnieju

Zawodnik (X) – oznacza kolejne wyróżnienie, przyznane temu samemu zawodnikowi
| Rok  | Zawodnik                | Pozycja             | Zespół                        | Przyp. |
| ---- | ----------------------- | ------------------- | ----------------------------- | ------ |
| 2005 | Miguel Lutonda          | Obrońca             | Angola                        |        |
| 2005 | Abdelhalim Sayah        | Obrońca             | Algieria                      |        |
| 2005 | Olímpio Cipriano        | Skrzydłowy          | Angola                        |        |
| 2005 | Ime Udoka               | Skrzydłowy          | Nigeria                       |        |
| 2005 | Boniface N'Dong         | Środkowa            | Senegal                       |        |
| 2007 | Marques Houtman         | Obrońca             | Republika Zielonego Przylądka |        |
| 2007 | Olímpio Cipriano (2)    | Skrzydłowy          | Angola                        |        |
| 2007 | Rodrigo Mascarenhas     | Skrzydłowy          | Republika Zielonego Przylądka |        |
| 2007 | Luc Mbah a Moute        | Skrzydłowy          | Kamerun                       |        |
| 2007 | Joaquim Gomes           | Skrzydłowy          | Angola                        |        |
| 2009 | Pape-Philippe Amagou    | Obrońca             | Wybrzeże Kości Słoniowej      |        |
| 2009 | Amine Rzig              | Obrońca             | Tunezja                       |        |
| 2009 | Romain Sato             | Skrzydłowy          | Republika Środkowoafrykańska  |        |
| 2009 | Joaquim Gomes (2)       | Skrzydłowy          | Angola                        |        |
| 2009 | DeSagana Diop           | Środkowy            | Senegal                       |        |
| 2011 | Marouan Kechrid         | Obrońca             | Tunezja                       |        |
| 2011 | Carlos Morais           | Obrońca             | Angola                        |        |
| 2011 | Ime Udoka (2)           | Skrzydłowy          | Nigeria                       |        |
| 2011 | Makrem Ben Romdhane     | Środkowy            | Tunezja                       |        |
| 2011 | Salah Mejri             | Środkowy            | Tunezja                       |        |
| 2013 | Mouloukou Diabate       | Obrońca             | Wybrzeże Kości Słoniowej      | [ 1 ]  |
| 2013 | Carlos Morais (2)       | Obrońca             | Angola                        | [ 1 ]  |
| 2013 | Maleye Ndoye            | Skrzydłowy          | Senegal                       | [ 1 ]  |
| 2013 | Eduardo Mingas          | Skrzydłowy          | Angola                        | [ 1 ]  |
| 2013 | Assem Marei             | Skrzydłowy          | Egipt                         | [ 1 ]  |
| 2015 | Carlos Morais (3)       | Obrońca             | Angola                        | [ 2 ]  |
| 2015 | Chamberlain Oguchi      | Obrońca             | Nigeria                       | [ 2 ]  |
| 2015 | Al-Farouq Aminu         | Skrzydłowy          | Nigeria                       | [ 2 ]  |
| 2015 | Gorgui Dieng            | Skrzydłowy          | Senegal                       | [ 2 ]  |
| 2015 | Makram Ben Romdhane (2) | Środkowy            | Tunezja                       | [ 2 ]  |
| 2017 | Gorgui Dieng (2)        | Skrzydłowy          | Senegal                       | [ 3 ]  |
| 2017 | Ike Diogu               | Skrzydłowy/Środkowy | Nigeria                       | [ 3 ]  |
| 2017 | Mourad El Mabrouk       | Obrońca             | Tunezja                       | [ 3 ]  |
| 2017 | Mohamed Hdidane         | Skrzydłowy          | Tunezja                       | [ 3 ]  |
| 2017 | Ikenna Iroegbu          | Obrońca             | Nigeria                       | [ 3 ]  |